# Килемари
Килемари (на руски: Килемары) е селище от градски тип в Русия, административен център на Килемарски район, автономна република Марий Ел. Населението му към 1 януари 2018 година е 3972 души.